# بونگو-اونو، اوئیتا
بونگو-اونو در استان اوئیتا در کشور ژاپن واقع شده است  که دارای جمعیت ۴۰٬۴۰۹ نفر و مساحت ۶۰۳٫۳۶ کیلومتر مربع با تراکم جمعیت ۶۷٫۰  نفر در کیلومترمربع است و در تاریخ ۳۱ مارس ۲۰۰۵ به عنوان شهر شناخته شد.